# Crosseola favosa
Crosseola favosa är en snäckart som beskrevs av Powell 1937. Crosseola favosa ingår i släktet Crosseola och familjen Skeneidae. Inga underarter finns listade i Catalogue of Life.